# Lothar Vosseler
Lothar Vosseler (15 april 1947 – 29 januari 2019) is de halfbroer van de voormalige Duitse bondskanselier Gerhard Schröder. 
Vosseler dankt zijn bekendheid enerzijds aan zijn prominente halfbroer, anderzijds aan het feit dat hij als lager geschoolde lange tijd werkloos was terwijl zijn succesvolle halfbroer vaak mede-verantwoordelijk gesteld werd voor de hoge werkloosheid in Duitsland.
Deze tegenstelling werd in de Duitse media uitgebreid belicht, in het bijzonder in bladen van de boulevardpers zoals Bild en B.Z..
Lothar Vosseler schreef een wekelijks commentaar in het Keulse boulevardblad Express en besprak 2003 in de radio de 'zomerreis door het land' van de kanselier. Daarnaast schreef hij twee boeken over zijn relatie met zijn halfbroer-kanselier.

## Werk
- Zwischen Gerhard und mir passt kein Blatt Papier!. Kiepenheuer & Witsch, 2001, ISBN 346203510X
- Der Kanzler, leider mein Bruder, und ich. Schwarzkopf & Schwarzkopf, 2004, ISBN 389602633X

- Gemeinsame Normdatei: 1053749104
- International Standard Name Identifier: 0000 0000 3801 3510
- Library of Congress Control Number: nb2006001281
- Système universitaire de documentation: 093836341
- Virtual International Authority File: 306103944
- WorldCat: E39PBJwD6YQwxwvGXGBvfVtqcP